# Petinha-ribeirinha

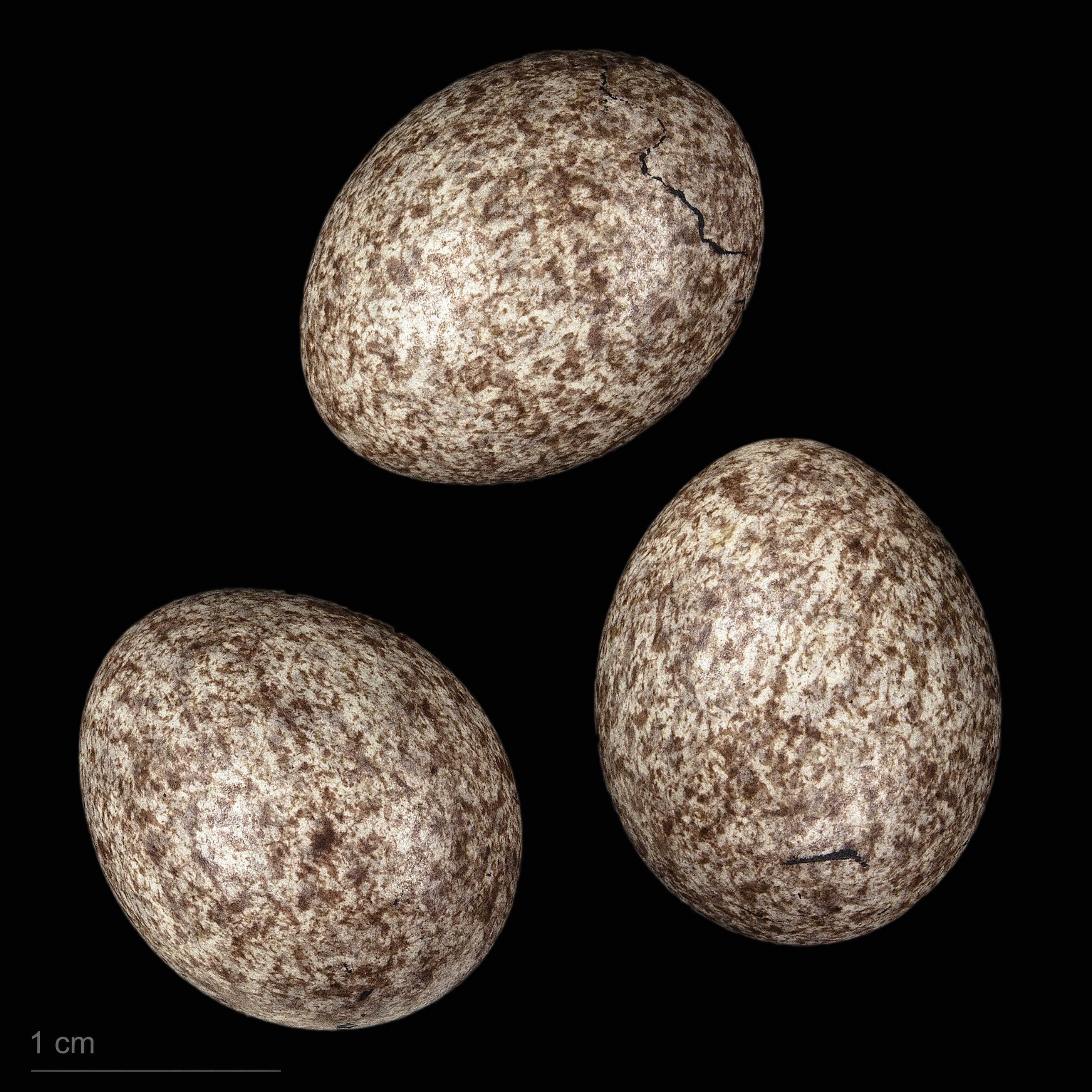
Anthus spinoletta spinoletta - MHNT

Petinha-ribeirinha (Anthus spinoletta) é uma ave da ordem Passeriformes. É um pouco maior que a petinha-dos-prados, distinguindo-se desta espécie pelas patas escuras, pela lista supraciliar branca e pela plumagem acastanhada e não esverdeada.
Distribui-se pelas terras altas da Europa central e do sul. Em Portugal nidifica unicamente na serra de Montesinho, mas no Inverno apresenta uma distribuição mais alargada, ocorrendo então um pouco por todo o território.
Há três subespécies reconhecidas:
- Anthus spinoletta spinoletta (Linnaeus, 1758) é a subespécie principal, se reproduzindo nas montanhas do sul da Europa, dos Pirenéus até a Sardenha, a Córsega e o norte da Turquia.[4]
- Anthus spinoletta coutellii (Audouin, 1828) se reproduz no sul da Turquia, no Cáucaso, e do Irã até o Turcomenistão.
- Anthus spinoletta blakistoni (Swinhoe, 1863) se reproduz em montanhas na Ásia, do sul da Rússia até a China central.